# Stocksbridge
Stocksbridge ist eine Stadt und eine Verwaltungseinheit im District Sheffield in der Grafschaft South Yorkshire, England. Stocksbridge ist 13,7 km von Sheffield entfernt. Im Jahr 2011 hatte es eine Bevölkerung von 13.455.